# ハトヤ

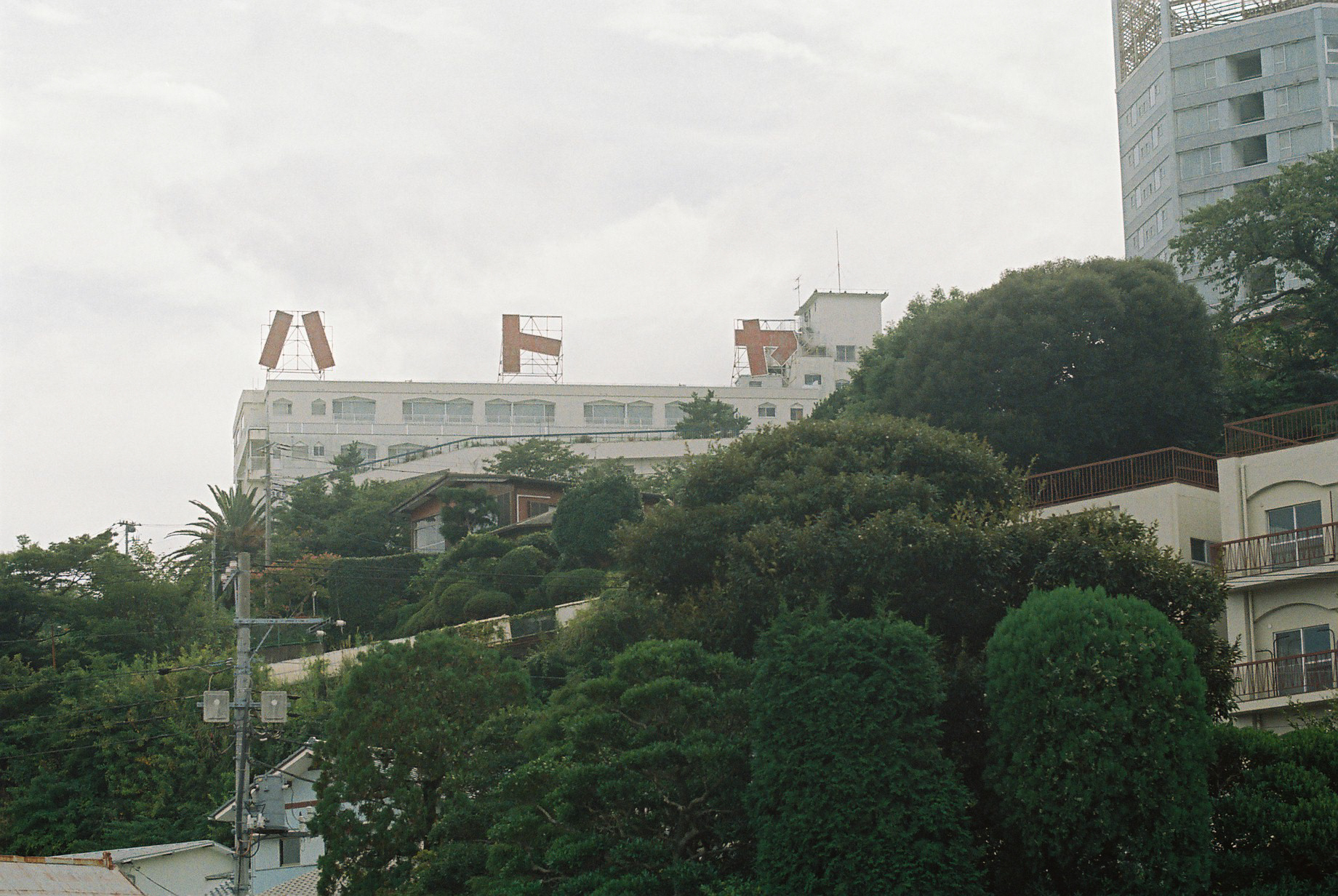
ハトヤホテル

ハトヤホテル（Hatoya Hotel）は、静岡県伊東市岡1391に本社を構えるホテルである。運営は冨士商事株式会社。
野坂昭如作詞、いずみたく作曲のCMソング「伊東へ行くならハトヤ」（ハトヤの唄）でその名を知られている。

## 沿革
- 1947年、当時サラリーマンであった原口清二が、当時あった14室の「ハトヤ旅館」を譲りうけて開業したのが始まりである。この「ハトヤ旅館」の元の所有者[2]が、鳩を出すのが得意な手品師だったため、そこから「ハトヤ」という名称をつけたという。また、初代の14室の建物は、新しく改装される際に移築されたそうで、その移築先の名前は「小鳩莊」であったという。その後、「ハトヤホテル」という名称で経営は好調で、特に1961年からは「伊東に行くならハトヤ」（1975年4月のサンハトヤ開業時は「伊東に2つのハトヤ」であった）という歌のテレビCMで関東、東海、近畿地区で一躍有名になった。
- 1975年4月1日、ハトヤホテルの3代目が姉妹ホテルサンハトヤを創業。そこに「ハトヤ大漁苑」も作られた。

## 結婚式場『ブライダルニューハトヤ』
- 1977年10月15日、神奈川県川崎市の京浜川崎（現・京急川崎）駅前に結婚式場『ブライダルニューハトヤ』を開業。同式場はニューハトヤビルの3階～6階に所在していた。1993年に式場が閉鎖、以降はテナントビルとして生まれ変わりニューハトヤビルは京急川崎駅前に実在。ハトヤホテル川崎団体営業所も他のテナントフロアとは別に6階に入居していたが、入居店舗の入れ替えで2022年3月に同じく6階に開店したくら寿司京急川崎駅前店の店舗スペースの一部として利用するために移転。また、ビル入口に車いすスロープや手すりを設置するバリアフリー化工事も同時期に行われた。

## テレビCM
1961年に放映された協和広告が制作したCMから「伊東に行くならハトヤ」というキャッチコピーを用いている。ザ・ドリフターズやビートたけし等のお笑い芸人もネタにする程である（1975年4月のサンハトヤ開業後は暫く歌詞の一部を変えていた）。
CMソング「伊東へ行くならハトヤ」（歌：ブラック・キャッツ）は、1987年発売の『オリジナル版 懐かしのTV-CM大全集 1954〜1973』（キングレコード、K25X-227〜8）、1993年発売のCD『懐かしのCMソング大全② 1959〜1966』（東芝EMI、TOCT-8098）、1995年発売のCD『コマソン〈黄金時代〉懐かしのTV-CM大全集(1954〜1961)』（キングレコード、KICS-2179）などに収録されている。また、2022年発売のCD『いずみたく ソングブック -見上げてごらん夜の星を-』（ビクター、VIZL-2058）には「ハトヤの唄」の曲名で収録されている。
メインターゲットは関東圏だが、中京広域圏でもローカル枠で流れていたほか、1990年代前半まで全国ネットでアニメ番組（テレビ朝日の藤子不二雄アニメ等）等のCMとして放映されていたこともある。1990年代はテレビ朝日で日曜日早朝の再放送アニメ枠・深夜枠を中心に頻繁にCMを流していた。また同じくテレビ朝日系で月曜日から金曜日まで午前9時半（晩年は午前10時）から放送の帯番組「100万円クイズハンター」の商品として、毎週木曜日放送分にハトヤ又はサンハトヤ（隔週入れ替わり）の宿泊券が提供されていた。
現在は静岡県内の民放テレビ局のほか、関東地区ではテレビ朝日、テレビ東京、テレビ神奈川でスポット放映されている。
以下に、過去に放送されたテレビCMの中で有名な作品の一部を挙げる。
- 「ホテルサンハトヤ オープン!!」のテレビCMに、玉置宏が出演していた[5][6]。
- 「ねぇねぇ、いいとこ知ってる？」「どこや？」「ハトヤ！」2羽のハトが会話している。
- ハトヤ消防隊が登場し安全性をアピールするもの。上記のハトが「消防隊に敬礼！」と言うバージョンもある。
- 「4126体操」水着の女性と子供が体操している。かたせ梨乃が出演していた。
- 「前は海、後はハトヤの大漁苑」ハトヤ大漁苑CM。海岸で少年が口パクで宮城県民謡「斎太郎節」の替え歌を歌い[7]、その後にナレーターが「釣れば釣るほど安くなる三段逆スライド方式」と触れ込む（後述）。ピチピチはねる大きな魚を両手でかかえる少年の姿はハトヤの象徴的なイメージとなり、21世紀になってもなおパロディの題材となっている[8]。歌は幼少期の長山洋子が吹き込んでいる。中性的な容姿の少年を少女と誤解する者も絶えない。釣堀は夏季休業。
- 浦島太郎の替え歌で、サンハトヤの「海底温泉」のアピールをするもの[9]。ナレーターは龍田直樹。

過去のCMの一部は、「ハトヤグループ」のWEBサイトにて見ることができる。
- 2025年1月1日『おしょうバズTV』（テレビ朝日/MC：所ジョージ、設楽統）で1972年の再現CMではジョイマンが出演。高木晋哉が家族の父親役、池谷和志は従業員役。

## 三段逆スライド方式
ハトヤ大漁苑にある釣堀で、釣り上げた魚が多いほど安くなるシステム（魚はお持ち帰り。持ち帰り用箱は200円）。三段階に割引。
釣堀料金
- 餌代・竿代 - 300円
- あじ - 5匹まで1匹400円 / 6匹目350円 / 7匹目以降300円
- 真鯛 - 1匹1500円 / 2匹目1400円 / 3匹目以降1300円

なお2018年現在は屋外プールを冬季のみ釣り堀に転用しているため、営業期間は12月 - 3月の土日のみ（年末年始及び春休み期間中は平日も営業）となっている。また以前は釣り堀で釣った魚を館内のレストランに持ち込み調理してもらうことも可能だったが、現在は不可能になっている。

## 各ホテル

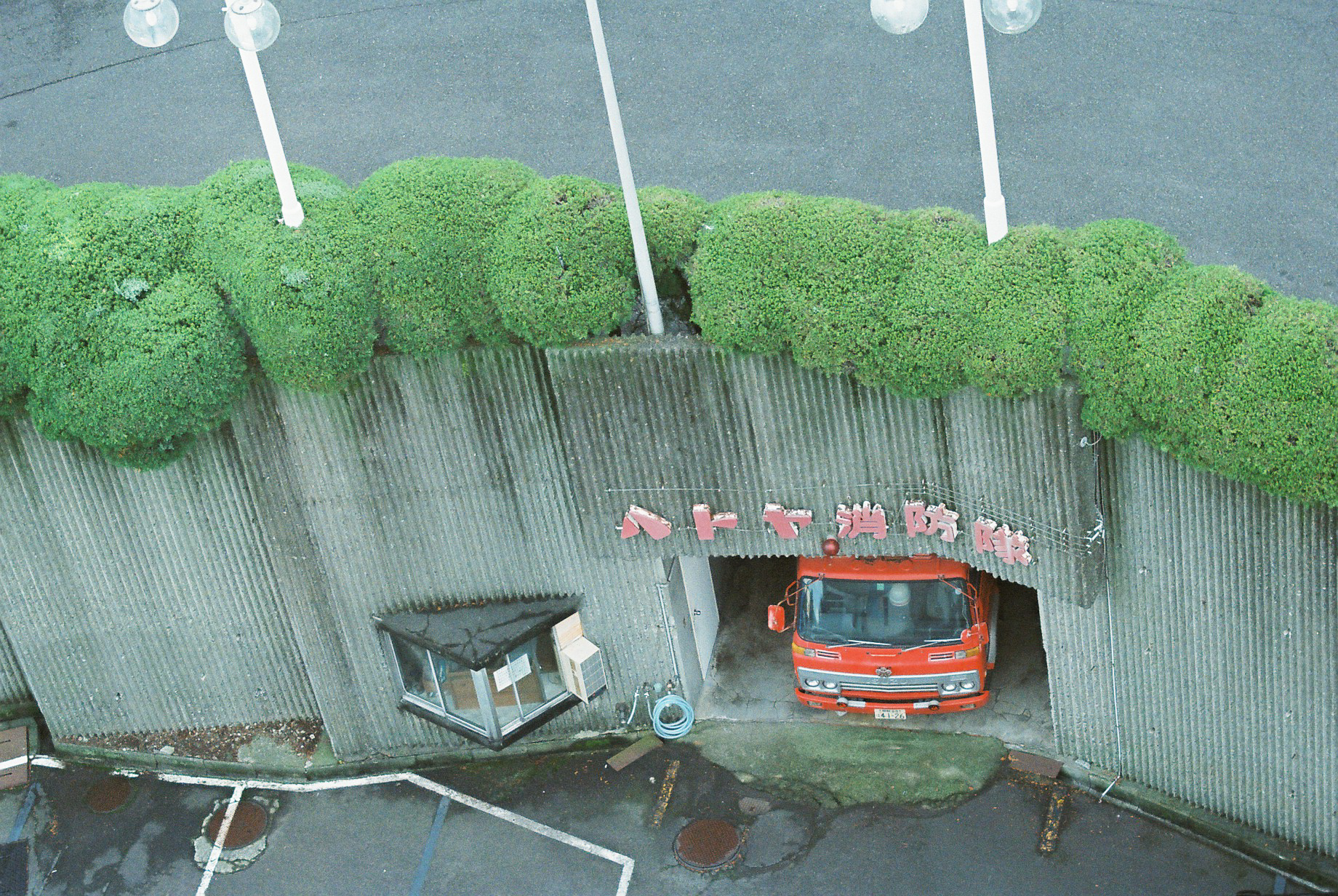
ハトヤ消防隊車庫

### ハトヤホテル
（静岡県伊東市岡1391）
- 伊東市街地にある。山地に位置するためハトヤ通には「山ハト（やまはと）」ともいわれる[要出典]。ハトヤ消防隊の車庫がある。

### ホテルサンハトヤ
（静岡県伊東市湯川堅岩572-12）
- 国道135号沿いで海に面したところにある高層ホテル。4基のシースルーエレベーター、壁面に「サンハトヤ」の赤い文字が目印。
- 最近テレビなどでよく見かけるハトヤは大抵このサンハトヤ。ハトヤ通には「海ハト（うみはと）」といわれる[要出典]。
- サンハトヤには日帰りでも利用できるレストラン大漁苑や海底温泉千石風呂が隣接している。ハトヤからは両者を結ぶ送迎バスを利用する。